# رگه آغازین
رگه اولیه (به انگلیسی: Primitive streak)، ساختاری است که در جنین اولیه در آمنیوت‌ها شکل می‌گیرد. در دوزیستان، این ساختار معادل بلاستوپور است. در مراحل اولیه رشد جنینی، دیسک جنینی بیضی‌شکل می‌شود و سپس گلابی‌شکل می‌شود که انتهای آن به سمت جلو و ناحیه باریک‌تر به سمت پشت است. رگه آغازین یک ساختار خط وسط طولی در ناحیه باریک‌تر پشتی (دمی) جنین در حال رشد به سوی پشتی آن تشکیل می‌دهد. در شکل‌گیری نخستین، رگه آغازین تا نصف طول جنین گسترش می‌یابد. در جنین انسان، این در مرحله ۶، حدود ۱۷ روز پدیدار می‌شود.

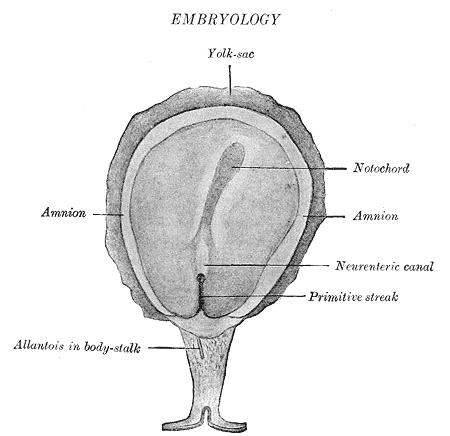
رگه آغازین در رابطه با طناب پشتی رشدیافته بعدی که روی جنین گیبون کاکل‌سیاه نشان داده شده‌است

تشکیل رگه آغازین در جوجه، به شدت توسط شبکه پیچیده‌ای از مسیرهای پیام‌رسانی تنظیم می‌شود. فعال‌سازی عوامل ترشحی مختلف (Vg1، Nodal , Wnt8C , FGF8 و Chordin) و فاکتورهای رونویسی (Brachyury و Goosecoid) در کنار محل تشکیل رگه برای این فرایند مورد نیاز است.